# My Journey
『My Journey』（マイ ジャーニー）は、MindaRynの1作目のアルバム。2022年12月21日にLantisより発売された。

## 概要
今作は「旅」をテーマに、MindaRynのデビューから現在までの歩みを軌跡を堪能できるアルバムとなっており

シングル曲は1st～4thおよび『劇場版 転生したらスライムだった件 紅蓮の絆編』の主題歌である「Make Me Feel Better」を含む全12曲を収録。
2形態(初回生産限定盤と通常盤)でリリース

初回限定盤には、今作に収録される12曲すべてのミュージック・ビデオ、リリック・ビデオが収録された、ボリュームたっぷりのBlu-rayを同梱。。

## 収録曲
1. My Journey
作詞・作曲：Misaki (SpecialThanks)、編曲：小山 寿
2. love my friends
作詞・作曲：Misaki (SpecialThanks)、編曲：キクチハルカ
3. Make Me Feel Better
作詞・作曲：Misaki (SpecialThanks)、編曲：小山 寿
アニメ映画『劇場版 転生したらスライムだった件 紅蓮の絆編』主題歌
4. kiss my cheek
作詞・作曲：SACHIKO、編曲：長澤孝志
5. Daylight
作詞：Joelle、作曲：SACHIKO、編曲：小山 寿
4thシングル
テレビアニメ『ありふれた職業で世界最強 2nd season』オープニングテーマ
6. Like Flames
作詞・作曲：SACHIKO、編曲：小山 寿
2ndシングル
テレビアニメ『転生したらスライムだった件 第2期』第2オープニングテーマ
7. Another world
作詞：MindaRyn, SACHIKO、作曲：MindaRyn、編曲：長澤孝志
8. Be the one
作詞・作曲：SACHIKO、編曲：長澤孝志
9. BRAND NEW OLD
作詞・作曲：Misaki (SpecialThanks)、編曲：キクチハルカ
10. BLUE ROSE knows
作詞・作曲：Misaki (SpecialThanks)、編曲：長澤孝志
1stシングル
テレビアニメ『神達に拾われた男』エンディングテーマ
11. Shine
作詞・作曲：Misaki (SpecialThanks)、編曲：小山 寿
3rdシングル
テレビアニメ『サクガン』エンディングテーマ
12. My Evolution
作詞・作曲：MARYA、編曲：長澤孝志

### BD(初回盤のみ)
1. "My Journey" Lyric Video
2. "love my friends" Music Video
3. "Make Me Feel Better" Music Video
4. "kiss my cheek" Music Video
5. "Daylight" Music Video
6. "Like Flames" Music Video
7. "Another world" Music Video
8. "Be the one" Music Video
9. "BRAND NEW OLD" Music Video
10. "BLUE ROSE knows" Music Video
11. "Shine" Music Video
12. "My Evolution" Music Video